# Shenzhou 20
Shenzhou 20 (Chinees: 神舟二十号, Hanyu pinyin: Shénzhōu èrshí-hào) is een Chinese ruimtemissie die op 24 april 2025 werd gelanceerd. De vlucht markeerde de vijftiende bemande Chinese ruimtevlucht en de twintigste vlucht van het Shenzhouprogramma. Aan boord van het ruimtevaartuig waren drie taikonauten op de negende vlucht naar het Tiangong-ruimtestation.

## Bemanning
| Positie              | Ruimtevaarder                       |
| -------------------- | ----------------------------------- |
| Commandant           | Chen Dong, CNSA 3e ruimtevlucht     |
| Boordwerktuigkundige | Chen Zhongrui, CNSA 1e ruimtevlucht |
| Missiespecialist     | Wang Jie, CNSA 1e ruimtevlucht      |

## Lancering
Shenzhou 20 werd op 24 april 2025 met een Lange Mars 2F-draagraket gelanceerd vanaf Lanceerbasis Jiuquan in de Gobiwoestijn en arriveerde de volgende dag bij het Tlangong-ruimtestation.

## Terugkeer
De Shenzhou 20-capsule zal naar verwachting in november 2025 landen in Binnen-Mongolië.
Ruimtevaartuig: Shenzhou · Tianzhou

Onbemand: Shenzhou 1 · Shenzhou 2 · Shenzhou 3 · Shenzhou 4 · Shenzhou 8

Bemand afgerond: Shenzhou 5 · Shenzhou 6 · Shenzhou 7 · Shenzhou 9 · Shenzhou 10 · Shenzhou 11 · Shenzhou 12 · Shenzhou 13 · Shenzhou 14 · Shenzhou 15 · Shenzhou 16 · Shenzhou 17 · Shenzhou 18  · Shenzhou 19 · 

Bemand bezig: Shenzhou 20 

Bemand gepland: Shenzhou 21

Gerelateerd: Tiangongprogramma · Tiangong 1 · Tiangong 2 · Tiangong-ruimtestation · Lijst van bemande expedities naar het ruimtestation Tiangong · Lange Mars (raketfamilie) · Lanceerbasis Jiuquan